# Quản lý lưu vực sông
Quản lý lưu vực sông là công tác nghiên cứu đặc tính của lưu vực nhằm mục đích phân loại mức độ bền vững và ảnh hưởng của các công trình, dự án đến chức năng của lưu vực tác động đến thảm thực vật, động vật và con người trong ranh giới lưu vực. Các thông số đánh giá bao gồm nguồn nước cấp, chất lượng nước, tháo nước qua kênh dẫn, nước mưa, luật pháp và công tác quy hoạch và sử dụng lưu vực. Người sử dụng đất, chính sách sử dụng đất, các chuyên gia quản lý nước mặt, các nhà hoạt động môi trường, các nhà đánh giá và cộng đồng sử dụng nước đóng một vai trò thiết yếu trong công tác quản lý lưu vực sông.

## Mục đích của quản lý lưu vực sông
Mục đích của quản lý lưu vực sông bao gồm:
- Bảo vệ, bảo tồn và phát triển đất của lưu vực hiệu quả và bền vững.
- Bảo vệ và tăng cường nguồn nước.
- Kiểm tra hoạt động xói mòn làm ảnh hưởng đến việc bồi đắp trầm tích của lưu vực.
- Phục hồi chức năng của đất.
- Ảnh hưởng của đỉnh triều đến dòng chảy các vùng thấp.
- Tăng lượng thấm nước mưa.
- Tăng cường và phát triển các hoạt động trồng rừng, phủ xanh và đời sống hoang dã.
- Tăng lượng phổ cập nước dưới đất tại những nơi phù hợp.
- Làm giảm ảnh hưởng của lũ và các tác hại kèm theo bằng các chính sách, quản lý lũ.
- Duy trì chất lượng nước tiêu chuẩn bằng các hoạt động xanh và xử lý chất thải.

## Sự cần thiết của việc quản lý lưu vực
Cần phải thực hiện các biện pháp linh hoạt trong quản lý lưu vực trong đó phải kể đến các biện pháp kĩ thuật để bảo tồn đất và nước được thực hiện trong tùy tình huống bới cơ quan hay nghiên cứu sinh. Lưu vực sông duy trì sự sống, theo nhiều cách thức khác nhau. Theo Cơ quan Bảo vệ Môi trường, hơn 450 $ tỷ giá trị thực phẩm, thực vật, hàng hóa và du lịch phụ thuộc sự sạch và khỏe mạnh của các lưu vực sông. Đó là lý do tại sao bảo vệ nguồn lưu vực là cần thiết cho bạn và cộng đồng. Bảo vệ nguồn nước đồng nghĩa với việc bảo vệ ao, hồ, sông, suối, dòng chảy bằng cách quản lý toàn bộ các lưu vực đổ vào chúng. Một lưu vực sông sạch, khỏe phụ thuộc vào các chính sách môi trường đúng đắn được phổ biến rộng rãi trong xã hội và các hành động được thực hiện bởi cộng đồng.
Quản lý lưu vực nhằm thực hiện các mục tiêu dài hạn:
- Để tăng khả năng thấm của nước mưa
- Để tăng khả năng giữ nước
- Để ngăn chặn xói mòn đất
- Phương pháp và thành tựu

Các biện pháp chi tiết là:
- Các biện pháp thực vật (các biện pháp nông học)
- Trồng xen canh
- Trồng cỏ
- Canh tác đất cỏ
- Đất gỗ
- Biện pháp kỹ thuật (thực hành kết cấu)
- Xây dựng đê bao quanh
- Xây dựng bờ mương, xói
- Ruộng bậc thang
- Xây dựng bờ kè bằng đất
- Xây dựng các đập kiểm tra
- Xây dựng ao chứa nước.
- Xây dựng các công trình nắn dòng
- Máng kiểm soát
- Đập đá
- Hình thành các thảm cỏ và thảm thực vật bền vững
- Tạo dung các vành đai đá và thực vật
- Xây dựng các bể lắng phù sa.

Ảnh hưởng của các biện pháp bảo vệ đất và thảm thực vật tác động đến quá trình xói mòn, Dòng chảy và mất chất dinh dưỡng.

## Kiểm soát ô nhiễm
Trong các hệ thống nông nghiệp, các biện pháp thông thường bao gồm việc sử dụng các vùng đệm đan xen, đường cỏ giữ nước, tái lập các vùng đất ngập nước, và các hình thức hoạt động nông nghiệp bền vững như canh tác kết hợp bảo tồn, luân canh, xen canh. Sau khi xác định cụ thể quy trình thực hiện, việc quan trọng sau đó là liên tục giám sát các hệ thống này để đảm bảo rằng hệ thống hoạt động đúng trong việc cải thiện chất lượng môi trường.
Trong môi trường đô thị, quản lý khu vực để ngăn chặn mất đất và dòng chảy mặt là các lĩnh vực gây được sự chú ý. Một số phương thức được sử dụng để quản lý nước bề mặt trước khi nó chảy đến kênh là xây dựng các ao điều tiết, hệ thống lọc và đất ngập nước. Điều quan trọng là nước mặt được thấm vào đất và thực vật có thể đóng vai trò như một "bộ lọc" trước khi nước đổ đến suối hoặc hồ gần đó. Trong trường hợp phòng chống xói mòn đất, một vài biện pháp thông thường bao gồm việc sử dụng đê thiên nhiên, cải tạo đồi với hạt giống cỏ và các biện pháp hydroseeding. Mục tiêu chính trong tất cả các phương pháp là để làm chậm chuyển động của nước từ đó giảm vận chuyển các hạt đất.

## Trên thế giới
Diễn đàn Nước trên thế giới lần thứ hai tổ chức tại The Hague tháng 3 năm 2000 nêu ra một số tranh cãi về bản chất của nhiều phía và sự mất cân bằng cung và cầu trong quản lý nước sạch. Trong khi đó các nhà tài trợ, các tổ chức tư nhân và chính phủ được hỗ trợ bởi Ngân hàng Thế giới, cho rằng nước ngọt nên được quản lý như một sản phẩm kinh tế với giá cả phù hợp, Tuy nhiên NGO, cho rằng nguồn nước ngọt nên được xem như là một tài nguyên của xã hội. Khái niệm về liên kết thế giới nơi mà tất cả các bên liên quan tạo thành quan hệ đối tác và tự nguyện chia sẻ những ý tưởng hướng tới việc xây dựng một tầm nhìn chung có thể được sử dụng để giải quyết cuộc xung đột về quan điểm trong quản lý nước ngọt. Vì vậy, các tổ chức phi chính phủ (NGOs) được cho là có vai trò quan trọng trong việc thực hiện bất kỳ sứ mạng nào bời mối quan hệ của nó tới các hoạt động địa phương, khiến tổ chức này trở thành một phần của hệ thống toàn cầu.
Điểm mấu chốt trong quản lý lưu vực và các mối tương tác giữa các yếu tố địa hình và các hoạt động công nghiệp và hoạt động sống. Mặc dù các hoạt động này sử dụng chung một hệ sinh thái tuy nhiên vì, một số lý do mà các hoạt động này sẽ vượt quá giới hạn tác động đến các yếu tố còn lại như vì sở thích, kiến thức và sử dụng nguồn tài nguyên sai mục đích và thiếu tính toán. Ví dụ là ngộ độc tại vịnh Minamata xảy ra 1932-1968, giết chết hơn 1.784 người và gây thảm họa cho sông Wabigoon của năm 1962. Hơn nữa, trong khi một số nhóm nghiên cứu thay đổi suy nghĩ từ khai thác sang sử dụng hiệu quả nguồn nước, thì hệ sinh thái lưu vực sông có thể mất đi khi các nhóm có tư tưởng xem việc khai thác quan trọng hơn tài nguyên. Khoảng cách hợp tác giữa các bên liên quan đa phương trong một lưu vực sông nối liền với nhau, thậm chí liên quan tới các vấn đề lãnh thổ và chính trị làm cho cần thiết cho việc thể chế hóa một mạng lưới hợp tác sinh thái của các bên liên quan. Đây là phương pháp hữu hiệu hỗ trợ quản lý tổng hợp tài nguyên thiên nhiên dính líu đa phương, có sức cộng hưởng mạnh mẽ với hệ thống Quản lý tổng hợp tài nguyên nước của các thành viên toàn cầu
Thêm vào đó, sự cần thiết tạo ra mối quan hệ đối tác giữa các tổ chức tài trợ, các tổ chức tư nhân và chính phủ và đại diện cộng đồng như các tổ chức phi chính phủ trong lưu vực sông là để tăng cường một "tổ chức xã hội" giữa các bên liên quan. Điều này thừa nhận một loại quan hệ đối tác công-tư, thường được gọi là quan hệ loại II, mà chủ yếu tập hợp các bên liên quan có chung lưu vực dưới một sự tự nguyện, chia sẻ ý tưởng và tầm nhìn thống nhất chung nhằm cung cấp lợi ích chung cho tất cả các bên liên quan. Ngoài ra, nó lý giải các khái niệm về liên kết toàn cầu, là "sự phối hợp đa phương cho một vấn đề", đòi hỏi chính phủ phải thực thi vai trò của mình trong quá trình ra quyết định và phối hợp với các bên liên quan khác trên một sân chơi bình đẳng hơn.
Một số khu vực ven sông đã áp dụng khái niệm này trong việc quản lý các nguồn tài nguyên ngày càng khan hiếm của các lưu vực sông. Chúng bao gồm chín tiểu bang Rhine, với một tầm nhìn chung về kiểm soát ô nhiễm, hồ Chad và sông lưu vực sông Nile, có sứ mạng là đảm bảo tính bền vững về môi trường. Là một đối tác quan trọng thường được chia sẻ, các tổ chức phi chính phủ có một vai trò mới trong tổ chức việc thực hiện các chính sách quản lý đầu nguồn khu vực ở cấp địa phương. Ví dụ, điều phối viên khi cần thiết và giáo dục là những lĩnh vực mà các tổ chức này đã hoạt động hiệu quả. Điều này làm cho các tổ chức phi chính phủ là các "hạt nhân" để việc quản lý lưu vực sông thành công.

## Luật môi trường
Luật môi trường cho phép các cơ quan có thể lên kế hoạch và có hành động cần thiết để quản lý lưu vực sông. Một số luật yêu cầu lập kế hoạch được thực hiện, một số khác có thể thực hiện các nguyên tắc pháp lý và số còn lại đặt ra các nguyên tắc cơ bản cho những gì có thể và không thể được thực hiện trong sự phát triển và quy hoạch. Hầu hết các nước và các bang đều có luật lệ riêng của họ về quản lý lưu vực sông. Những lo ngại về bảo vệ môi trường sống dưới nước khiến chúng có quyền có điều luật bảo vệ và các tiến trình này có ảnh hưởng đến việc bảo vệ lưu vực. Bằng sự hiểu biết rõ ràng về cái mà chúng ta đang đề cập và làm thế nào để thể hiện cách bảo vệ nguồn nước, mỗi một các nhân có thể trở thành một tác nhân bảo vệ nguồn nước hiệu quả.